# Longwood House

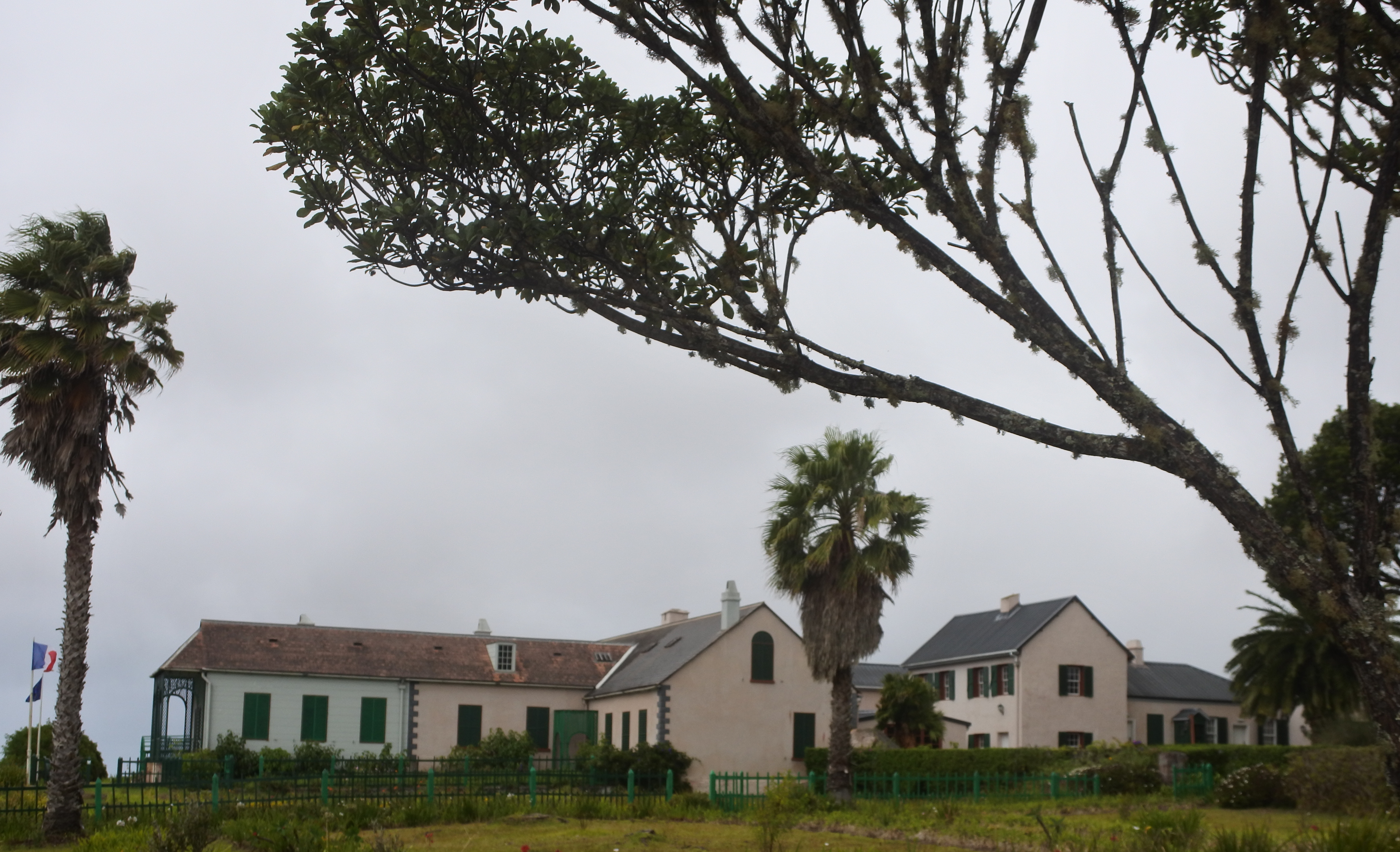
Longwood House

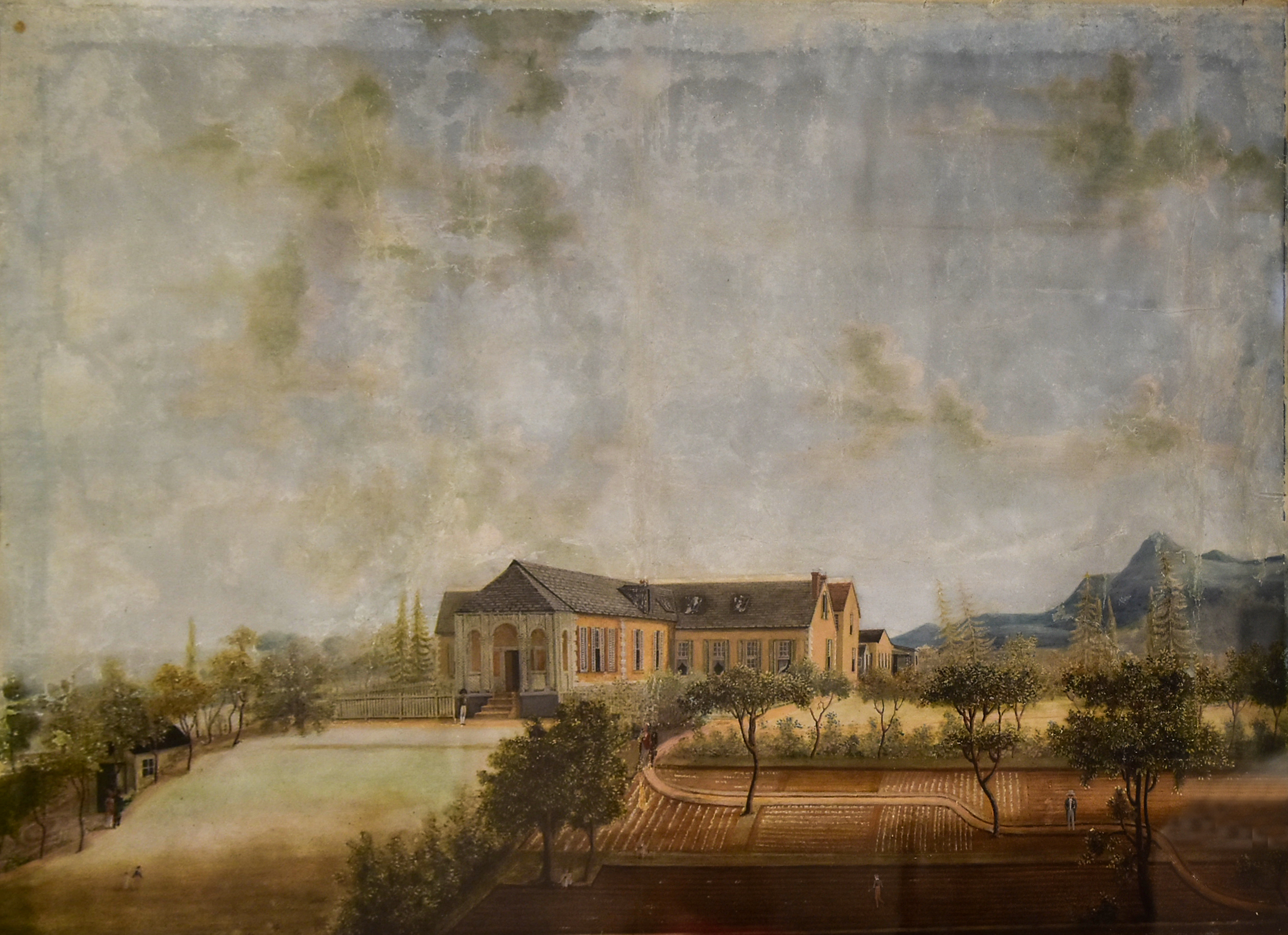
Aquarel van Longwood door Louis-Joseph Marchand

Longwood House was het verblijf van Napoleon Bonaparte tijdens zijn verbanning  op Sint-Helena. Napoleon verbleef in Longwood House van 10 december 1815 tot zijn dood op 5 mei 1821. Eerder deed het gebouw dienst als residentie van de Engelse gouverneur van het eiland, die er tijdens warmere periodes verbleef.
Napoleon bestempelde Sint-Helena als onprettig om te leven; het klimaat was vanwege de ligging zeer wisselend. Er is zelfs een microklimaat; volgens aantekeningen gemaakt door zijn biograaf kon het laaggelegen in de haven windstil en vrij warm zijn en op hetzelfde moment op hogergelegen delen hard waaien en guur aanvoelen. Napoleon sleet hier zijn laatste jaren en probeerde zoveel mogelijk aantekeningen van veldslagen en verslagen van zijn bewind te dicteren. Verder legde hij met succes een groentetuin aan en maakte hij wandelingen.
Het ligt op ongeveer 6 km van Jamestown, de hoofdstad van Sint-Helena. Het ligt in een winderige vlakte, waar weinig bomen of struiken groeien, zodat er geen schaduw is voor de brandende zon.
Tegenwoordig is het huis eigendom van de Franse staat en dient het als museum. 
Napoleon was sinds 1812 zwaarlijvig wat door zijn weigering om voldoende beweging te nemen steeds erger werd. Hij liet vanwege aanhoudende klachten aan zijn gestel een wip installeren. Aanvankelijk werd Napoleon begraven nabij enkele bomen op het eiland, later zijn zijn overblijfselen naar Frankrijk gebracht waar deze in de tombe van het Dôme des Invalides liggen. De hier vertoonde aquarel door zijn huisknecht Louis-Josep Marchand is een precieze weergave van de gebouwen destijds, met de door Napoleon aangelegde tuin.